# Sierras de Comechingones

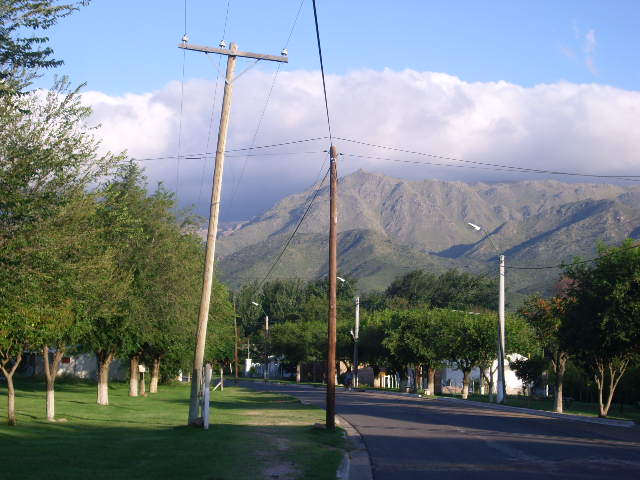
Vista desde Papagayos, San Luis.

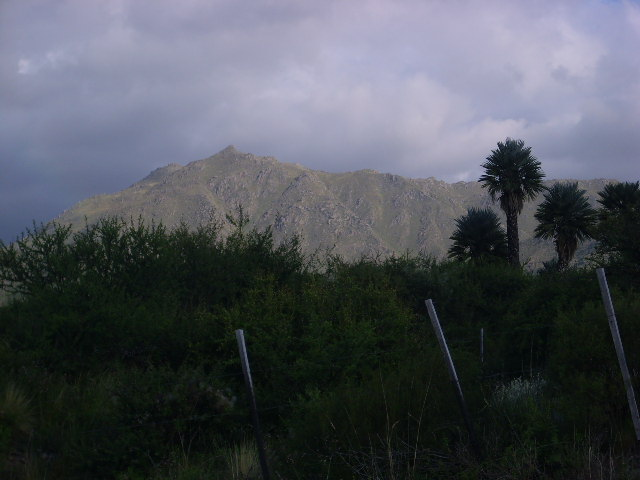
Cerro Negro, obsérvese los palmares de caranday en la parte visualmente más próxima de esta foto.

Las Sierras de Comechingones es un subsistema orográfico del centro-oeste de Argentina perteneciente a las Sierras Pampeanas.
Se ubica hacia el noreste de la provincia de San Luis y el oeste de la provincia de Córdoba. Deben su nombre a los habitantes originarios de la zona que con la llegada de los conquistadores españoles en el siglo XVI fueron llamados comechingones.

## Geografìa
Geológicamente esta sierra o cordillera constituye una formación precámbrica que recorre en dirección norte-sur unos 250 km aproximadamente. Forma parte de las sierras Grandes, formada por las Altas Cumbres, la Pampa de Achala y el macizo de Los Gigantes, un imponente grupo de picos escarpados. 
La falda occidental posee un relieve abrupto formando el valle de Traslasierra, en cambio al este el declive es más suave, donde se levanta el valle de Calamuchita.
 
Sus laderas son escarpadas y representan un eslabón importante para luego acceder a montañas más altas.
Muchos cursos de agua descienden de las montañas, y las precipitaciones son más abundantes. El clima es caluroso en verano y frío y seco en invierno (aunque en invierno suelen ocurrir nevadas). 
Se distingue el cerro Champaquí  de 2884m s. n. m., el cerro de las Ovejas  de 2260m s. n. m. y el cerro de la Bolsa  de 2126m s. n. m.

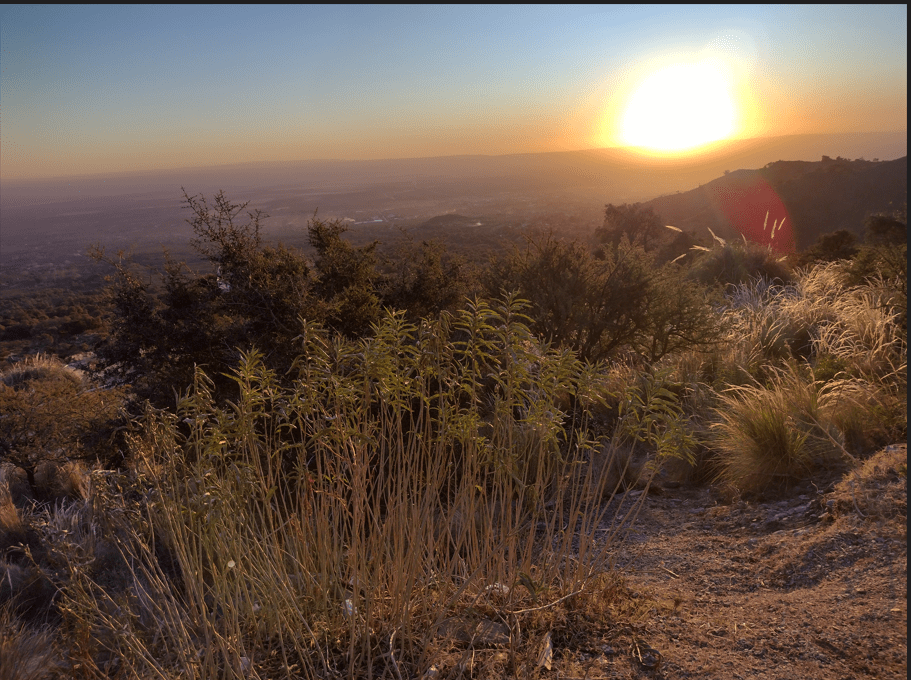
Sierra de los Comechingones, Merlo, San Luis.

El sector sur de esta sierra (que es la continuación de la sierra Grande de Córdoba) se denomina sierra de Comechingones y en las laderas de tal sierra abundan los bosques de palmeras autóctonas de caranday. En esa zona que señala el límite entre las provincias argentinas de Córdoba y San Luis, con centro en la localidad de Papagayos, se ha propuesto desde la década de 1950 crear el parque nacional Papagayos para precisamente resguardar a estos palmares que se cuentan entre los más australes de la Argentina; por otra parte en el sector ubicado al norte del límite entre Córdoba y San Luis, también desde la década de 1950, se ha propuesto crear un parque nacional llamado Parque Nacional Sierras de Córdoba del cual un embrión es el actual pequeño parque Parque Nacional Quebrada del Condorito y su adyacente provincial Reserva Hídrica Pampa de Achala.

### Camino de las Sierras de los Comechingones
El Camino de las Sierras de los Comechingones es la ruta que bordea las sierras homónimas, siguiendo el trazado de la Ruta Provincial Nº 1 de la provincia de San Luis, Argentina. Se extiende en dirección norte-sur, desde la ciudad de Villa de Merlo hasta la localidad de La Punilla.
A lo largo de su recorrido, esta vía permite el acceso a diversos pueblos pequeños y tranquilos, caracterizados por su encanto serrano y la belleza natural que los rodea. La zona ofrece múltiples alternativas de turismo rural, balnearios naturales y oportunidades para el avistaje de cóndores, convirtiéndose en un atractivo destino para quienes buscan contacto con la naturaleza y experiencias auténticas.